# Quartet per a flauta núm. 3 (Mozart)
El Quartet per a flauta núm. 3 en do major, K. 285b/Anh. 171, és una composició de Wolfgang Amadeus Mozart acabada probablement a Mannheim, no en el període de 1777-1778 com es pensava inicialment, sinó el 1781-1782 –com afirma el musicòleg Alan Tyson–. També es creu que no formà part de cap encàrrec del flautista aficionat Ferdinand Dejean, com si és el cas dels dos quartets per a flauta anteriors, el núm. 1 i el núm. 2.

## Anàlisi musical
L'obra consta de dos moviments:
1. Allegro, en compàs de 3/4.
2. Andantino (tema amb variacions).

Dissenyat en dos moviments, aquest quartet en do major intenta igualar els paper dels instruments de corda amb una part per la flauta raonablement exigent. El segon moviment és una adaptació del sisè moviment (Tema con variazioni) de la seva Serenata núm. 10 en si bemoll major (K. 361).
Mozart no tenia una gran estimació per la flauta en part provocat pels seus problemes d'afinació; no obstant, va escriure diverses obres d'alta qualitat per a l'instrument. El conjunt instrumental està format per una flauta, un violí, una viola i un violoncel. Una interpretació típica dura uns 15 minuts i mig.